# 配体门控离子通道
1. 離子通道連接受體
2. 離子
3. 配體 (如乙醯膽鹼)

當配體與受體結合時，受體的離子通道部分打開，從而使離子穿過細胞膜。

配體門控離子通道（ligand-gated ion channel，LGIC，LIC）又稱离子通道型受体（ionotropic receptor）或離子促進型受體，是一組跨膜離子通道蛋白，同时作为膜受体与离子通道，可接受特异配體（例如神经递质、激素或其他化学物质等）的結合，而使离子通过，如：Na+, K+, Ca2+ 和/或 Cl−離子。
當突觸前神經元活化時，它會藉著囊泡向突觸間隙釋放神經遞質。然後，神經遞質與突觸後神經元上的受體結合。如果這些受體是配體閘門離子通道，則發生的構象變化會打開離子通道，從而導致離子流過細胞膜。反過來，這導致於激態受體反應時去極化或於抑制反應時過極化。